# Yu-Gi-Oh! 5D's
Yu-Gi-Oh! 5D's (遊戯王5D's(ファイブディーズ), Yū-gi-ō Faibu Dīzu) é o segundo principal spin-offs da franquia Yu-Gi-Oh produzida pela Nihon Ad Systems e pelo Studio Gallop. Foi dirigida por Katsumi Ono e escrita por Naoyuki Kageyama. Estreou no Japão no dia 2 de Abril de 2008, na TV Tokyo, seguindo a série anterior, Yu-Gi-Oh! GX. Se encerrando com 154 episódios em 30 de março de 2011, sucedida por Yu-Gi-Oh! Zexal, em 11 de abril de 2011. Ambientado em um futuro distante, o enredo de Yu-Gi-Oh! 5D's foca-se no jovem Yusei Fudo, cuja personalidade, fria e calculista, reflete em sua fama como "gênio dos duelos". No Brasil, os 13 primeiros episódios foram lançados em home video pela FlashStar em novembro de 2013, nos formatos de BOX digistak com 3 DVDs e também com os 3 DVDs avulsos.

## Enredo
Ambientada vários anos após as séries anteriores, Yu-Gi-Oh! 5D's mostra que os duelos avançaram bastante e acabaram se ramificando em 2 tipos de duelos, os duelos clássicos e os novos chamados de "Riding Duels". Esses novo tipo de duelo é disputado em grandes estádios, e os duelistas pilotam motocicletas que são conhecidas como "D-Wheels". No entanto, nesse novo tipo de duelo, as cartas magicas, usadas em duelos normais são substituídas por magias de velocidade, que so podem ser ativadas dependendo da quantidade de contadores de velocidade o piloto tem, os duelos ainda são realizados em "discos de duelo" como em Yu-Gi-Oh! Duel Monsters e Yu-Gi-Oh GX.
A história começa quando Yusei Fudo tem seu D-Wheel e sua carta Stardust Dragon roubados pelo seu rival Jack Atlas. Ele vai atrás de Jack para recuperá-los saindo da sua cidade Satellite, que é a parte "pobre" de Neo Domino City, depois descobrindo que foi a parte mais atingida durante o incidente conhecido como Zero Reverse.
Eles se encontram, e acabam duelando. Eles invocam seus dois monstros mais fortes. No choque dos dois, aparece o poderoso dragão vermelho, interrompendo o duelo. A partir daí é revelado que os dois são signatários por possuírem dragões e marcas com partes de dragão, sendo que existem 5 deles.

## Desenvolvimento
Embora Kazuki Takahashi tinha prometido a si mesmo que Yu-Gi-Oh! GX seria a última série de anime da franquia Yu-Gi-Oh!, ele recebeu uma proposta da Nihon Ad Systems no final de 2006, com a ideia de Yu-Gi-Oh! 5D's. A equipe de produção eram amigos sócios de longa data, que haviam espalhado a franquia pelo mundo, por isso Takahashi concordou, sob a condição de que 5D's seria a última série de Yu-Gi-Oh!. Com a intenção de fazer algo diferente, em vez de repetir as mesmas ideias das séries anteriores, Takahashi esteve disposto para críticas e decidiu como a definição da série ficaria, desenhou os personagens principais e o D-Wheel. O desenvolvimento da história foi deixado para a equipe de roteiristas.

## Mídias

### Anime
O primeiro episódio de Yu-Gi-Oh! 5D's foi ao ar no Japão na TV Tokyo no dia 2 de abril de 2008, com episódios subsequentes a cada semana. O último episódio foi transmitido em 19 de março de 2011, o que gerou um total de 154 episódios. A série foi adquirida pela 4Kids Entertainment para a transmissão nos Estados Unidos.

### Mangá
A série de mangá baseada no anime foi escrita por Sato Masashi começou a serialização em V-Jump Revista Mensal de 21 de agosto de 2009. Como a adaptação do mangá de Yu-Gi-Oh! Duel Monsters GX, a adaptação apresenta um enredo original, monstros diferentes, e várias diferenças em relação à versão anime. A série foi licenciada pela Viz Media para a América do Norte.